# Кем
Кем (рус. Кемь) град је у Русији у Карелији. Према попису становништва из 2010. у граду је живело 13051 становника.

## Становништво
| 1939.  | 1959.  | 1970.  | 1979.  | 1989.  | 2002.  | 2010.  |
| ------ | ------ | ------ | ------ | ------ | ------ | ------ |
| 16.624 | 18.127 | 21.025 | 20.962 | 18.522 | 14.620 | 13.051 |